# Doopsgezinde kerk (Akkrum)
De Doopsgezinde kerk is een kerkgebouw in Akkrum in de Nederlandse provincie Friesland.

## Beschrijving
De neoclassicistische zaalkerk is een ontwerp van Jacob Romein in samenwerking met Thomas Adrianus Romein. De gevelsteen boven de ingang vermeldt dat de eerste steen gelegd werd op 18 juni 1835 door de gebroeders Jacob en Hidde S. van der Goot. De westgevel heeft een dorische ingangspartij en is voorzien van een lantaarn. Het orgel uit 1871 is gemaakt door Lambertus van Dam. Tegen de zuidzijde is een leugenbankje gebouwd. De kerk is sinds 2007 buiten gebruik.

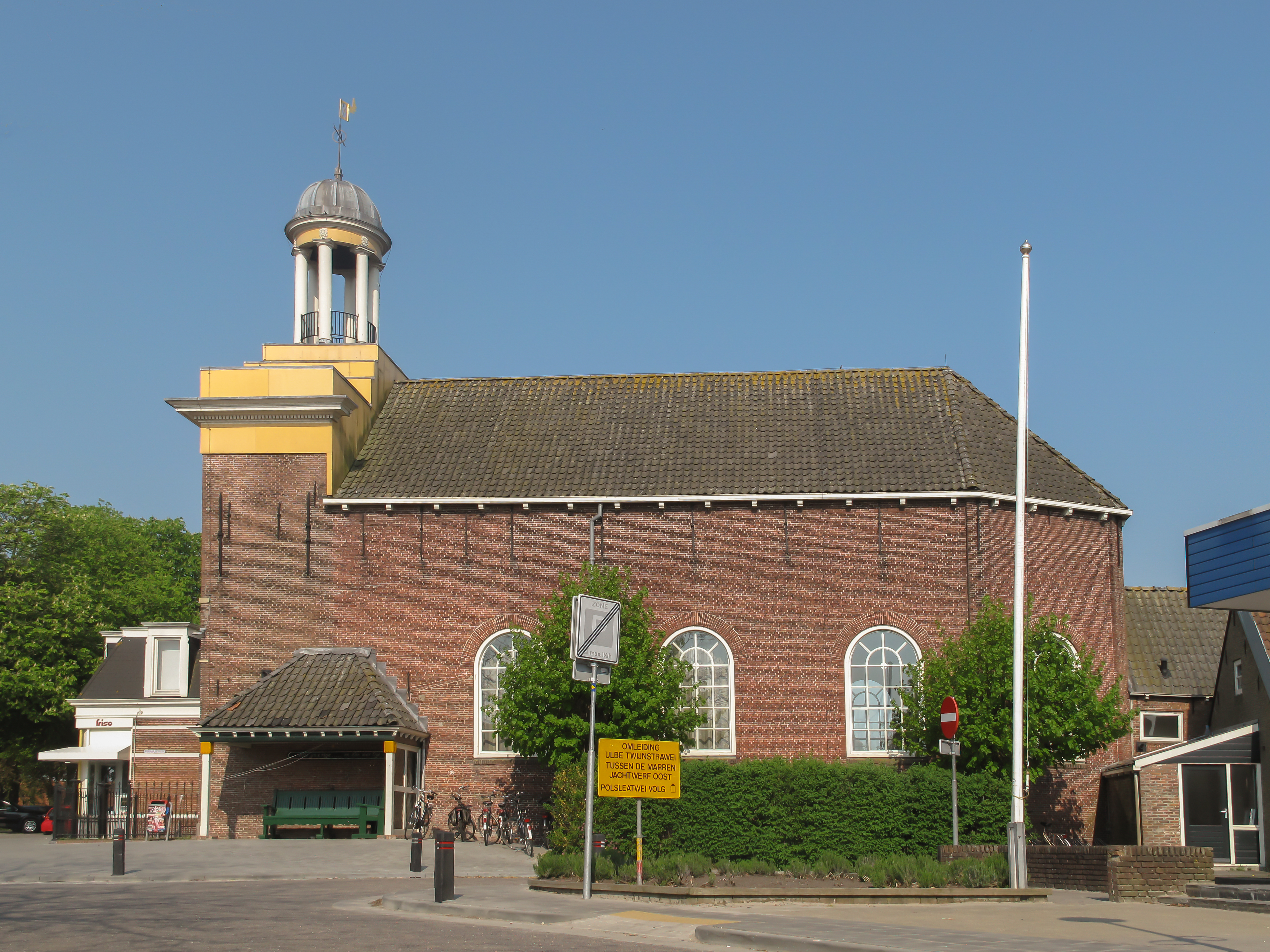
Zuidgevel
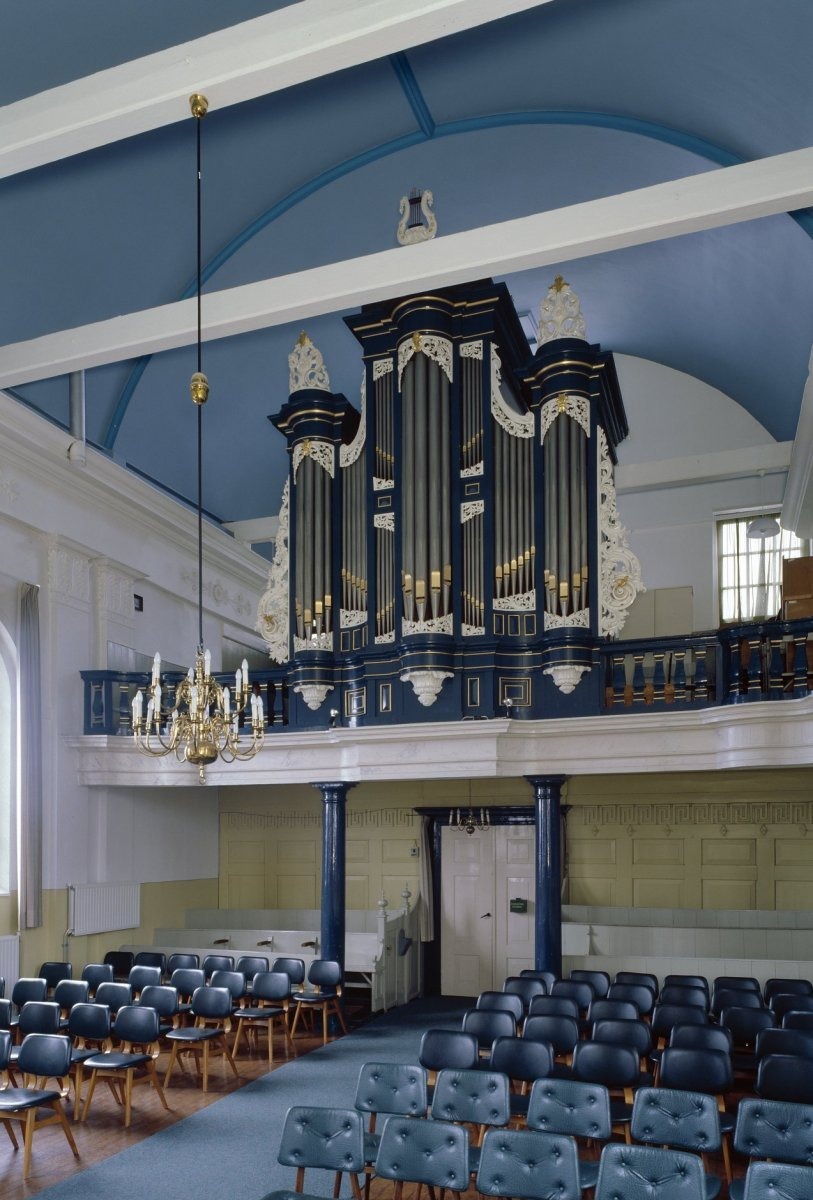
Interieur met orgel